# Đại dịch COVID-19 tại Liberia
Bài viết này ghi lại các tác động của đại dịch COVID-19 ở Liberia, và có thể không bao gồm tất cả các phản ứng và biện pháp chính hiện thời.

## Dòng thời gian
Vào ngày 16 tháng 3, trường hợp đầu tiên ở Liberia đã được xác nhận.
Tính đến ngày 30 tháng 11 năm 2023, Liberia ghi nhận 8,090 trường hợp nhiễm COVID-19 và 295 trường hợp tử vong.